# 梁村乡 (延安市)
梁村乡，是中华人民共和国陕西省延安市宝塔区一个已撤销的乡级行政区，2015年，陕西省民政厅批复同意撤销梁村乡，将其所辖行政区域划归青化砭镇。